# Zabierzów (gromada)
Zabierzów – dawna gromada, czyli najmniejsza jednostka podziału terytorialnego Polskiej Rzeczypospolitej Ludowej w latach 1954–1972.
Gromady, z gromadzkimi radami narodowymi (GRN) jako organami władzy najniższego stopnia na wsi, funkcjonowały od reformy reorganizującej administrację wiejską przeprowadzonej jesienią 1954 do momentu ich zniesienia z dniem 1 stycznia 1973, tym samym wypierając organizację gminną w latach 1954–1972.
Gromadę Zabierzów z siedzibą GRN w Zabierzowie utworzono, jako jedną z 8759 gromad na obszarze Polski, w powiecie krakowskim w woj. krakowskim, na mocy uchwały nr 22/IV/54 WRN w Krakowie z dnia 6 października 1954. W skład jednostki weszły obszary dotychczasowych gromad Zabierzów i Brzezie ze zniesionej gminy Zabierzów oraz przysiółki Kleszczów i Kochanów z dotychczasowej gromady Aleksandrowice ze zniesionej gminy Liszki w tymże powiecie. Dla gromady ustalono 27 członków gromadzkiej rady narodowej.
1 stycznia 1969 do gromady Zabierzów przyłączono wsie Aleksandrowice, Balice, Burów i Szczyglice ze zniesionej gromady Balice.
Gromada przetrwała do końca 1972 roku, czyli do kolejnej reformy gminnej. 1 stycznia 1973 reaktywowano gminę Zabierzów.